# Fierro (revista)
Fierro, originalmente publicada como Fierro a fierro, es una revista de historietas editada en la Argentina. A lo largo de su tirada hay dos épocas bien diferenciadas: una primera etapa de 1984 a 1992, cuando era publicada por la editorial La Urraca, y una segunda que comenzó en 2006 como suplemento del diario Página/12, donde continuó publicándose hasta marzo de 2017. Entre 2017 y 2019 hubo una tercera etapa con publicaciones trimestrales en Página/12. En 2020, la revista regresó en formato digital dentro del sitio El Destape.
Desde su aparición, Fierro fue considerada como una de las publicaciones más destacadas de la historieta nacional, y fue apreciada en partes iguales como un semillero de artistas del cómic en ciernes y un escaparate de los ya consagrados.

## Primera etapa (1984-1992)
La primera etapa fue editada por Ediciones de la Urraca entre septiembre de 1984 y diciembre de 1992. De la primera etapa existen 100 números, dos libros recopilatorios y ediciones especiales sobre autores de historieta nacional, así como suplementos en algunos números. 

### Denominación
El título Fierro proviene de una serie de connotaciones que remiten a lo argentino, el coraje y la aventura. El nombre completo de la revista, Fierro a fierro fue tomado de una vieja historieta gauchesca de Raúl Roux publicada en la revista Patoruzito. La palabra remite igualmente a varias cosas: es la forma "criolla" de nombrar el hierro, y por eso se hace referencia al metal como las revistas líderes del género en esa época, Métal Hurlant y Heavy Metal. También evoca al Martín Fierro, el poema de José Hernández.
De subtítulo llevaba la frase Historietas para sobrevivientes. 

### Trayectoria
El objetivo de la revista era reunir lo mejor de la producción nacional e internacional, además de darle cabida a nuevos autores.
La portada del primer número estuvo a cargo de Oscar Chichoni, quien fuera portadista de la revista en numerosas oportunidades. La tapa presentaba una novedosa conjunción de erotismo y tecnología, cuerpo y máquina. En las páginas interiores se presentaron las siguientes historietas:
| Años | Números | Título                      | Guion            | Dibujo                         |
| ---- | ------- | --------------------------- | ---------------- | ------------------------------ |
| 1984 | 1-2     | The Long Tomorrow           | Dan O'Bannon     | Moebius                        |
| 1984 | 1       | Cuatro hombres en la cabaña | Fontanarrosa     | Fontanarrosa                   |
| 1984 | 1-      | Ficcionario                 | Horacio Altuna   | Horacio Altuna                 |
| 1984 | 1,      | Un hombre, en algún lado    | Dalmiro Saenz    | Carlos Nine                    |
| 1984 | 1,      | La Batalla de las Malvinas  | Ricardo Barreiro | Alberto Macagno, Marcelo Pérez |
| 1984 |         | Sperman                     | Fontanarrosa     | Fontanarrosa                   |

En 1984 se llevó a cabo un concurso denominado Fierro busca dos manos. El ganador en la categoría de dibujo fue un joven rosarino de 15 años que firmaba como Max Cachimba y en la categoría de escritura ganó Pablo De Santis. Ambos continuaron publicando en la revista, primero en conjunto, con dibujos de Cachimba hechos sobre guiones de De Santis y luego Max Cachimba empezó a hacer sus propios guiones, mientras que Pablo De Santis trabajó con otros dibujantes.
En 1985 Fierro empezó a incluir el suplemento Óxido. Ese mismo año ganó el premio a la mejor revista de historietas en el 5º Salón del Comic de Barcelona.
| Años      | Números | Título                | Guion                | Dibujo                 |
| --------- | ------- | --------------------- | -------------------- | ---------------------- |
|           |         | Perramus              | Juan Sasturáin       | Alberto Breccia        |
|           |         | El Sueñero            | Enrique Breccia      | Enrique Breccia        |
|           |         | War III               | Ricardo Barreiro     | Juan Giménez           |
|           |         | El cazador del tiempo | Enrique Breccia      | Enrique Breccia        |
|           |         | Polenta con pajaritos | El Tomi              | El Tomi                |
| 1986-1987 |         | Parque Chas           | Ricardo Barreiro     | Eduardo Risso          |
|           |         | Ministerio            | Ricardo Barreiro     | Francisco Solano López |
|           |         | Keko, el mago         | Carlos Nine          | Carlos Nine            |
|           |         | Evaristo              | Carlos Sampayo       | Francisco Solano López |
| 1989      |         | Semblanzas Deportivas | Roberto Fontanarrosa | Roberto Fontanarrosa   |
|           |         | Metrocarguero         | Enrique Breccia      | Domingo Mandrafina     |

Durante casi toda su duración, notas sobre teoría del cine fueron publicadas por el teórico Ángel Faretta. Las notas fueron posteriormente editadas en 2009 como un libro con el título de "Espíritu de simetría".
En el mes de julio de 1988, luego de publicado el número 47 Juan Sasturain dejó el puesto de jefe de redacción de la revista por razones internas de la editorial. Fue reemplazado por el guionista y escritor Pablo De Santis y Juan Manuel Lima como director de arte.
Fierro llegó al N.º 100, el último número, en diciembre de 1992. Tras la cancelación aparecieron dos libros con nuevo material e historietas completas, en agosto y diciembre de 1993.

### Legado
En palabras de Andrés Ferreiro y Hernán Ostuni, Fierro, en su primera época, constituyó un verdadero cóctel molotov cultural.
Una importante cantidad de originales de esta primera etapa fueron exhibidos, entre enero y agosto de 2008, en la muestra Homenaje a la Historieta Argentina, realizada en el Centro Nacional de la Imagen, Angouleme, Francia, por iniciativa de José Muñoz.

## Segunda etapa (2006-2019)
Luego de casi quince años de ausencia, la nueva Fierro apareció nuevamente en los quioscos en octubre de 2006 como suplemento opcional del periódico Página/12. Dirigida por Juan Sasturain, quién fuera director de la revista en su primera época hasta el número 47, y por Lautaro Ortiz como jefe de redacción, su aparición fue precedida por la promoción de la revista a cargo de Sasturain y algunos de sus colaboradores en la televisión argentina y de avisos en Página/12. 
El primer número, con tapa de José Muñoz, se agotó en menos de cinco días, siendo necesaria una segunda impresión. La reedición de la revista coincide con un momento de expansión del mercado historietístico en Argentina y de una necesidad real de un público tanto joven como adulto de leer historieta nacional. El nuevo subtítulo de la serie reafirma dicho sentimiento de identidad: "La historieta argentina". La inclusión de material extranjero es infrecuente, a diferencia de su primera versión.
En su primer número el equipo de artistas estuvo compuesto en su mayoría por parte del equipo ya consagrado perteneciente a la primera Fierro. Los siguientes números incorporaron nuevos artistas, en su mayoría jóvenes autores de creciente presencia en el medio, que aportan nuevas y variadas técnicas gráficas y narrativas: Juan Sáenz Valiente, Pablo Túnica, Lucas Varela, Ignacio Minaverry, Lucas Nine, Gustavo Sala, Diego Agrimbau, Salvador Sanz, Alejandra Lunik, Ariel López V., Polaco Scalerandi, Semola Souto,  entre otros. 
Esta nueva edición contiene artículos redactados por Laura Vázquez, Esteban Podetti y Pedro Lipcovich, además de la "editorial" a cargo de Sasturain en cada número.
La nueva revista se mantiene, al igual que su predecesora, en un difícil equilibrio entre la experimentación gráfica y narrativa con formas más convencionales de narración e ilustración, haciendo de esta heterogeneidad su sello particular. Su éxito de ventas en un contexto de fuerte crisis económica en la Argentina confirma, por otra parte, su lugar necesario como espacio de identificación del lector y de expresión de una nueva generación de artistas argentinos.
En 2007 incorporó el suplemento Picado fino, que busca dar espacio a artistas inéditos y una mayor experimentación, emulando en cierta forma el Subtemento Óxido de la primera Fierro. También se publica periódicamente el suplemento Picado Grueso, que presenta obras de artistas ya consagrados, como Enrique Breccia o El Marinero Turco.
A mediados de marzo de 2017 el diario Página/12 descontinuó su publicación mensual, continuándola con periodicidad trimestral.
La revista Fierro se distribuye y edita en Brasil a través de la editorial Zarabatana. Es una recopilación de los mejor de lo publicado en Fierro de Argentina, junto a historietas de los mejores dibujantes de Brasil.

## Tercera etapa (2017-2019)
En junio de 2017 se relanza la revista con periodicidad trimestral y formato de 96 páginas. La dirección está a cargo de Lautaro Ortiz y la edición y dirección de arte por Ariel López V., autor de la portada del Volumen 1. Además se suman artistas más jóvenes y varias mujeres. La nueva época contó con 8 entregas, divididas en dos ciclos anuales: "La historieta" (#1-4) y "La aventura continúa" (#5-8). En abril de 2019 se anunció en las redes de la revista que dejaría de publicarse.

## Cuarta etapa (2020 en adelante)
Desde septiembre de 2020 Fierro se publica en formato digital como parte del sitio El Destape (eldestapeweb.com).